# ブロード・ピーク
ブロード・ピーク（ウルドゥー語: بروڈ پیک 、標準中国語：布洛阿特峰、英語: Broad Peak）は、中華人民共和国とパキスタンとの国境にある山。標高は8051 mで世界第12位。主峰の北側には鞍部を挟んで中央峰(8011 m)、次いで北峰(7490 m)がある。

## 山名について
K2から約8 km離れた位置にあり、ガッシャーブルム連峰に属する。元々はK2の次の山ということでK3という名前が付けられていたが、その後の調査で山頂の幅が1.5 kmにも及ぶことから「広い頂」を意味する「ブロード・ピーク」の名前が付けられた。ただし現地語のバルティ語名はファイチャン・カンリ（Faichan Kangri）で、地元住民の間では「ブロード・ピーク」という名前はあまり受け入れられていない。

## 登山

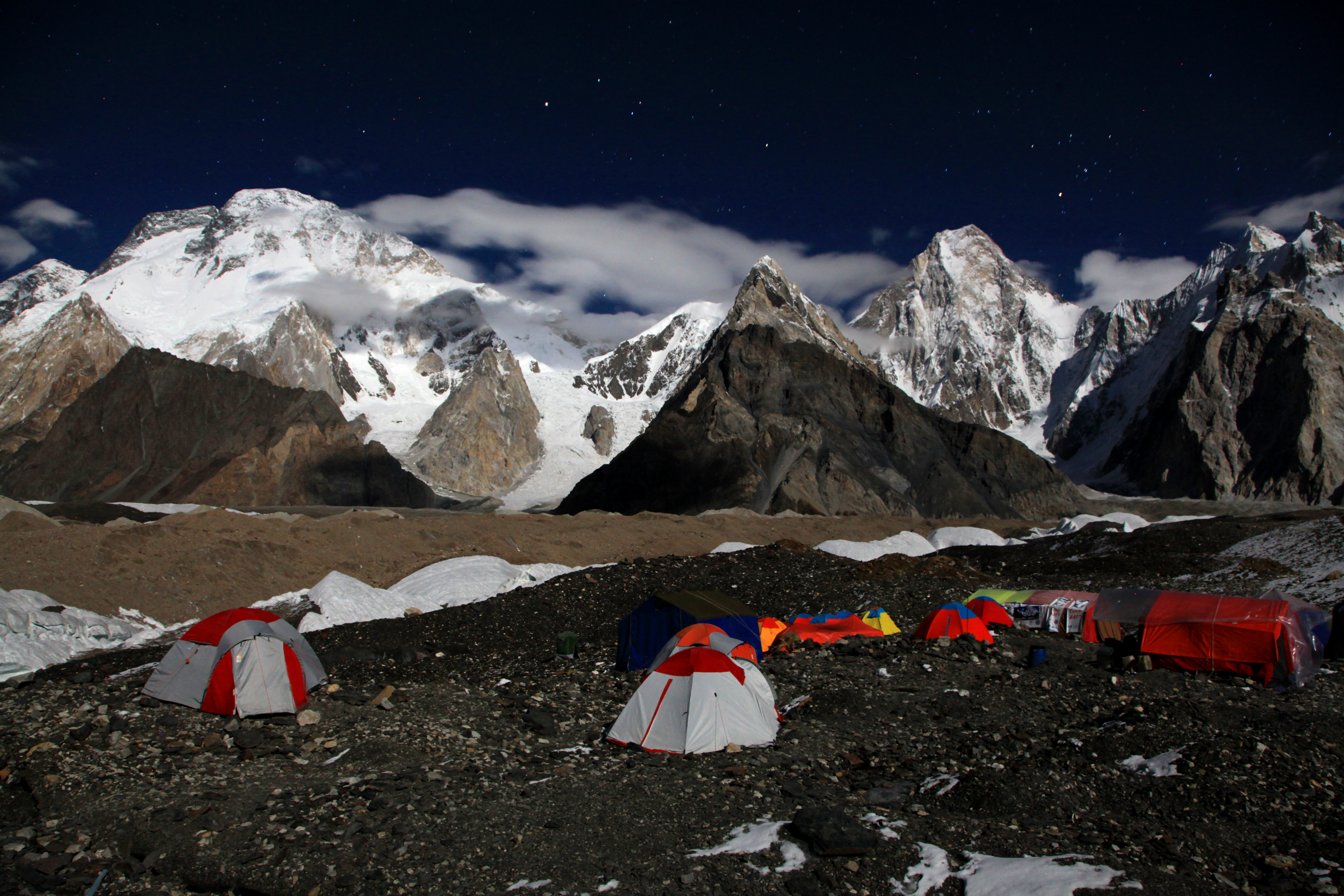
コンコルディアからの眺め。右はガッシャーブルムIV峰

1957年に初登頂したオーストリア隊は、高所ポーターや酸素ボンベを使わずに隊員4人で荷揚げ、ルート工作をして登頂に成功した。大量の物資とポーターを投入して登るのが普通だった当時としては画期的な成果であった。
西側のノーマルルートから登ると、主峰の前に前衛峰(8035 m)に達するが、ここを頂上と誤認しやすい。前衛峰で下山してしまったため登頂と認められなかった例もある。

### 登頂史
特に断りがない限り、「登頂」とは主峰の登頂のことを指す。
- 1954年 - ドイツのカール・ヘルリコッファー（Karl Herligkoffer）が南西からの登頂に挑戦するが、嵐と寒さのために断念する。
- 1957年6月9日 - マルクス・シュムック率いるオーストリアの登山隊4人（ヘルマン・ブール、フリッツ・ウィンターシュテラー、クルト・ディムベルガー）によって初登頂（無酸素）。彼らは5月29日に最初のアタックをかけ前衛峰に達したが、すでに夕刻となっており降雪もあるため撤退した。その後、6月9日に再挑戦し登頂に成功した。隊員の一人であるブールは、登頂の数週間後に近くのチョゴリサ峰（7654 m）の登山中に命を落としている。
- 1975年7月28日 - ポーランド隊の5人が中央峰に初登頂するが、下山中に3人が死亡。
- 1984年7月 - イェジ・ククチカ、ヴォイテク・クルティカが北峰、中央峰、主峰の縦走に成功。アルパインスタイル。
- 1988年3月6日 - ポーランド隊のマチエイ・ベルベカが前衛峰に到達し冬季カラコルムで初の8000 mラインを突破するが主峰の登頂には失敗。
- 1991年7月30日 - 小西浩文、山野井泰史ら8人が無酸素登頂。
- 1995年7月20日 - 戸高雅史、北村俊之、服部徹の3人がアルパインスタイルで北峰～中央峰～主峰の縦走に成功。
- 1998年7月29日 - エリック・エスコフィエ、パスカル・ベジェールが頂上稜線で暴風に飛ばされ遭難死。
- 2006年にはオーストリアのマークス・クロンタラーが登頂するも下山中に遭難死。翌2007年にマークスの兄のゲオルグらがマークスの遺体を収容した。8000メートル峰からの遺体収容は二次遭難の危険性から行わないのが普通だが、遺体の収容に成功した。
- 2008年7月31日 - 竹内洋岳がクラシックルートを無酸素ワンプッシュで登頂した。
- 2013年3月5日 - ポーランド隊のアダム・ビエレツキら4人が冬季初登頂に成功するも、マチエイ・ベルベカ、トマス・コワルスキの2名が下山中に行方不明に。